# FK Mińsk
Futbolny Kłub Mińsk (biał. Футбольны Клуб «Мінск») – białoruski klub piłkarski z siedzibą w Mińsku, grający w pierwszej lidze białoruskiej.

## Historia
Chronologia nazw:
- 1954—1986: FSzM Mińsk (biał. ФШМ (Футбольная школа моладзі) (Мінск))
- 1987—1992: Źmiena Mińsk (biał. «Змена» (Мінск))
- 1997—1999: Źmiena-BATE Mińsk (biał. «Змена-БАТЭ» (Мінск))
- 2001—2005: Źmiena Mińsk (biał. «Змена» (Мінск))
- 2006—...: FK Mińsk (biał. ФК «Мінск»)

Futbolowa Szkoła Młodzieży (FSzM) została założona w Mińsku 19 czerwca 1954. Do 1959 drużyna uczestniczyła w mistrzostwach Białoruskiej SRR. Potem przygowywała młodych piłkarzy. W 1987 zmienił nazwę na Źmiena Mińsk. W 2006 na bazie klubu Źmiena Mińsk powstał klub pod nazwą FK Mińsk. Klub Źmiena-2 Mińsk stał nazywać się Źmiena Mińsk.

## Osiągnięcia
- 3. miejsce w Wyszejszej lidze: 2010
- Zdobywca Pucharu Białorusi: 2013
- Finalista Pucharu Białorusi: 2012

## Europejskie puchary
Legenda do wszystkich tabel:
- Q – runda eliminacyjna, 1/16, 1/8, 1/4, 1/2 – odpowiednia faza rozgrywek, Grupa – runda grupowa, 1r gr – pierwsza runda grupowa, 2r gr – druga runda grupowa, F – finał, R – runda, PO – play-off
- k. – rzuty karne, los. – losowanie, Dogr. – dogrywka, w. – zasada bramek strzelonych na wyjeździe

| Sezon   | Rozgrywki   | Runda | Klub           | Dom | Wyjazd | Ogólnie     |
| ------- | ----------- | ----- | -------------- | --- | ------ | ----------- |
| 2011/12 | Liga Europy | 1Q    | AZAL PFK Baku  | 2–1 | 1–1    | 3–2         |
| 2011/12 | Liga Europy | 2Q    | Gaziantepspor  | 1–1 | 1–4    | 2–5         |
| 2013/14 | Liga Europy | 2Q    | Valletta       | 2–0 | 1–1    | 3–1         |
| 2013/14 | Liga Europy | 3Q    | St Johnstone   | 0–1 | 1–0    | 1–1, k: 3–2 |
| 2013/14 | Liga Europy | PO    | Standard Liège | 0–2 | 1–3    | 1–5         |